# 문영극
문영극(1927년 ~ 1994년 9월 3일)은 대한민국의 광주지방법원장 등을 역임한 법조인이다.

## 생애
1974년 비상고등군법회의 심판관을 지냈다. 제주지방법원장과 광주지방법원장을 역임하였다. 

## 가족
전주지방법원장과 1961년 혁명특별재판소장을 역임한 문기선의 아들이다. 남원지청장을 지낸 문영우, 원주지원장을 지낸 문영길과 형제다.

## 판결
서울형사지방법원 합의1부 재판장으로 재직하던 1964년 10월 28일에 서울대 문리대 부근 중화요리점에서 각 대학 대표들과 회동을 하며 민족적 민주주의 장례식을 갖자는 모임이 적법한 집회 절차를 밟지 않았다고 하면서 서울대생 3명에게 각각 징역8월 집행유예2년을 선고했다. 10월 28일에  6.3 사태에 관련된 소요 피고인 4명에게 징역1년 집행유예2년을 선고했다. 11월 27일에 김창룡 의해 간첩으로 몰려 사형을 선고받은 정지렴의 재심 청구에서 "증거가 없다"는 이유로 무죄를 선고했다.